# 阿索维斯波之战
阿索维斯波之战（法语：Combat d'Arzobispo）发生于1809年8月8日。此役中，由苏尔特元帅率领的两支法国军团在塔霍河上向阿尔伯克基公爵何塞·玛丽亚·德拉奎瓦率领的西班牙军队发起了一次突袭。阿尔伯克基的部队在遭受惨重损失后迅速撤退，但30门火炮在战斗中损毁。德尔阿索维斯波位于西班牙塔拉韦拉·德拉雷纳西南36公里处。该役发生在半岛战争期间。
在1809年7月下旬的塔拉韦拉战役中，阿瑟·韦尔斯利的英国军队和格雷戈里奥·加西亚·德拉奎斯塔的西班牙军队战胜了约瑟夫·波拿巴的法国军队。韦尔斯利（不久成为威灵顿公爵）发现由于他的后勤不足，无法利用这次胜利再一次发起进攻。几天后，韦尔斯利发现苏尔特的庞大法国军队正试图切断他的军队与葡萄牙的联系。
因此，英国和西班牙军队向西撤退，险些被苏尔特的部队拦截。阿尓伯克基公爵留下了3,000名骑兵和5,000名步兵来守住阿索维斯波的桥梁。由于他们的兵力非常多，西班牙人陷入了一种安全的错觉。与此同时，法国军官在桥附近发现并秘密侦察了一个隐藏的浅滩。在西班牙人休息期间，法国骑兵突袭了西班牙的阵地，取得了战术上的优势，爱德华·莫蒂埃元帅的第五军团步兵随后跟进。在阿尔伯克基公爵做出反应之前，他的骑兵被击溃，一个步兵营也被摧毁。在追击过程中，苏尔特的骑兵不仅缴获了16门西班牙火炮，而且还夺回了在塔拉韦拉丢失的17门法国大炮中的至少14门。

## 背景

### 法军的进攻
尽管英国-西班牙联军在1809年7月27日至28日的塔拉韦拉战役中战胜了约瑟夫·波拿巴国王的军队，但代价非常高昂。英军有5,365人伤亡，其中3,915人受伤，而格雷戈里奥·加西亚·德拉奎斯塔的西班牙军队仅有400至500人的伤亡。战斗的失败者法国损失也很大；共有7,268名士兵伤亡。7月29日上午，罗伯特·克劳福德将军的轻步兵旅和皇家骑马炮兵在一场史诗般的强行行军后抵达英军营地。即便如此，韦尔斯利将军的军队仍无法利用其胜利。由于供应系统的崩溃，联军士兵们的口粮只有三分之一，医务人员无法照顾成千上万的伤员。由于很少有货车和手推车，韦尔斯利无法从他在普拉森西亚的基地运送补给品或疏散伤员。英国指挥官收到情报，称一支法国军队正在从北方撤出，但他认为只有大约15,000名法国军队。事实上，这支部队的威胁比韦尔斯利想象的要严重得多。

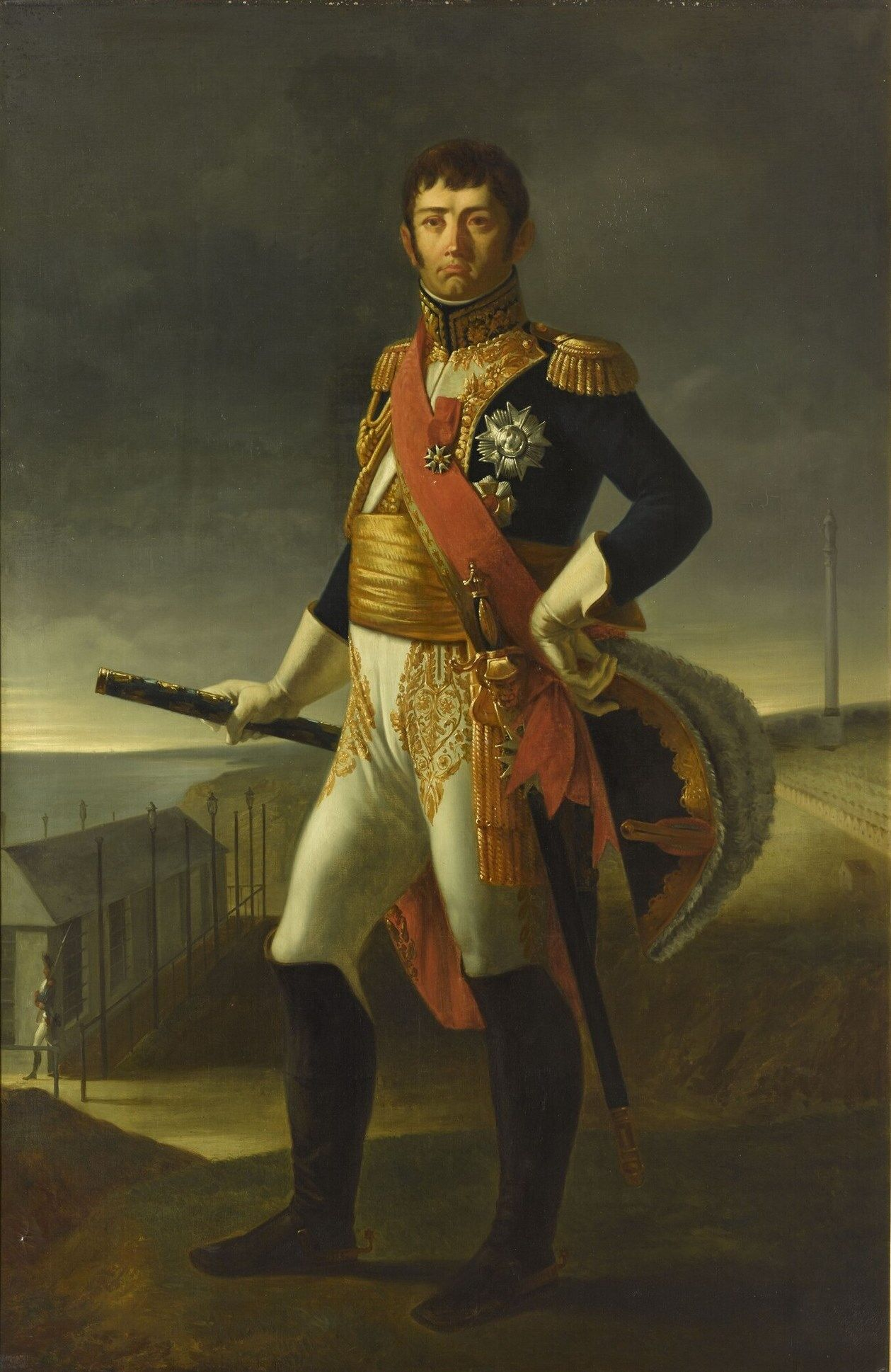
让·德·迪厄·苏尔特元帅

1809年6月12日，拿破仑命令苏尔特元帅指挥第二军团、第五军团和第六军团，并与英军作战。集结这支军队需要一些时间，但在7月27日，莫蒂埃元帅16,916人的第五军团和1,853名龙骑兵从萨拉曼卡向南出发。29日，苏尔特自己的第二军团接收了一支炮兵车队，以替换在1809年葡萄牙战役中丢失的火炮。在更新装备后，18,740人的第二军于30日向南进发。米歇尔·内伊元帅和12,500人的第六军团于7月31日在撤离一个3,200人的旅后紧随其后。拿破仑坚持让苏尔特保持他的军团完整，以避免被分割包围。法军有大约10,000名士兵在弗朗索瓦·艾蒂安·德·凯勒曼将军的带领下保卫莱昂。苏尔特知道西班牙人和葡萄牙人可以带20,000人袭击凯勒曼。但他接受了这个风险，因为他知道韦尔斯利的英国军队才是他的主要目标。
盟军的战略要求弗朗西斯科·哈维尔·维内加斯将军和西班牙军队阻止弗朗索瓦·巴斯蒂安·塞巴斯蒂亚尼的法国第四军团在塔拉韦拉增援约瑟夫的军队。在这一点上，维内加斯完全失败了，但另一个机会随之出现。随着塞巴斯蒂亚尼从他的前线离开，前往马德里的道路几乎无人防守。尽管此时他自己的军队已经瘫痪，无法行动，但韦尔斯利希望来自维内加斯进攻的压力能迫使法国人撤退。西班牙军队于7月29日向托莱多和阿兰胡埃斯推进，但随后莫名其妙地停在原地，直到8月5日才继续进军。在留下维克托元帅18,000人的第一军团监视韦尔斯利后，约瑟夫回到伊列斯卡斯，如果有必要，他可以进军阻击韦尔斯利。
得知罗伯特·威尔逊将军率领的10,000名葡萄牙人已经到达埃斯卡洛纳北翼后方的阵地后，维克多向马德里撤退。事实上，威尔逊只有4,000名葡萄牙和西班牙军队，而且很快就被迫从孤立的位置撤出。8月1日，韦尔斯利得到消息说，法国人正从其位于巴尼奥斯港（Puerto de Baños）的阵地驱赶一支由德尔雷诺侯爵率领的小型西班牙军队，那里是北部的一个山口。尽管韦尔斯利仍然相信法军规模不大，但他不能忽视法军对葡萄牙补给线的威胁。事实上，普拉森西亚1日就被法国人占领了。那天，西班牙军队指挥官库斯塔将军派出5000人第5师进行侦查。在与库斯塔激烈辩论后，韦尔斯利同意向西移动，而西班牙将军则守卫塔拉韦拉以对抗维克托的部队。8月3日，韦尔斯利率领18,000名英军从塔拉韦拉向西进军到奥罗佩萨。他认为面临的法国人不到15,000人，并希望将法军从他的补给线上清除。但这位英国指挥官不知不觉地走进了苏尔特50,000人大军的行军线路中。

### 逃亡安全地带

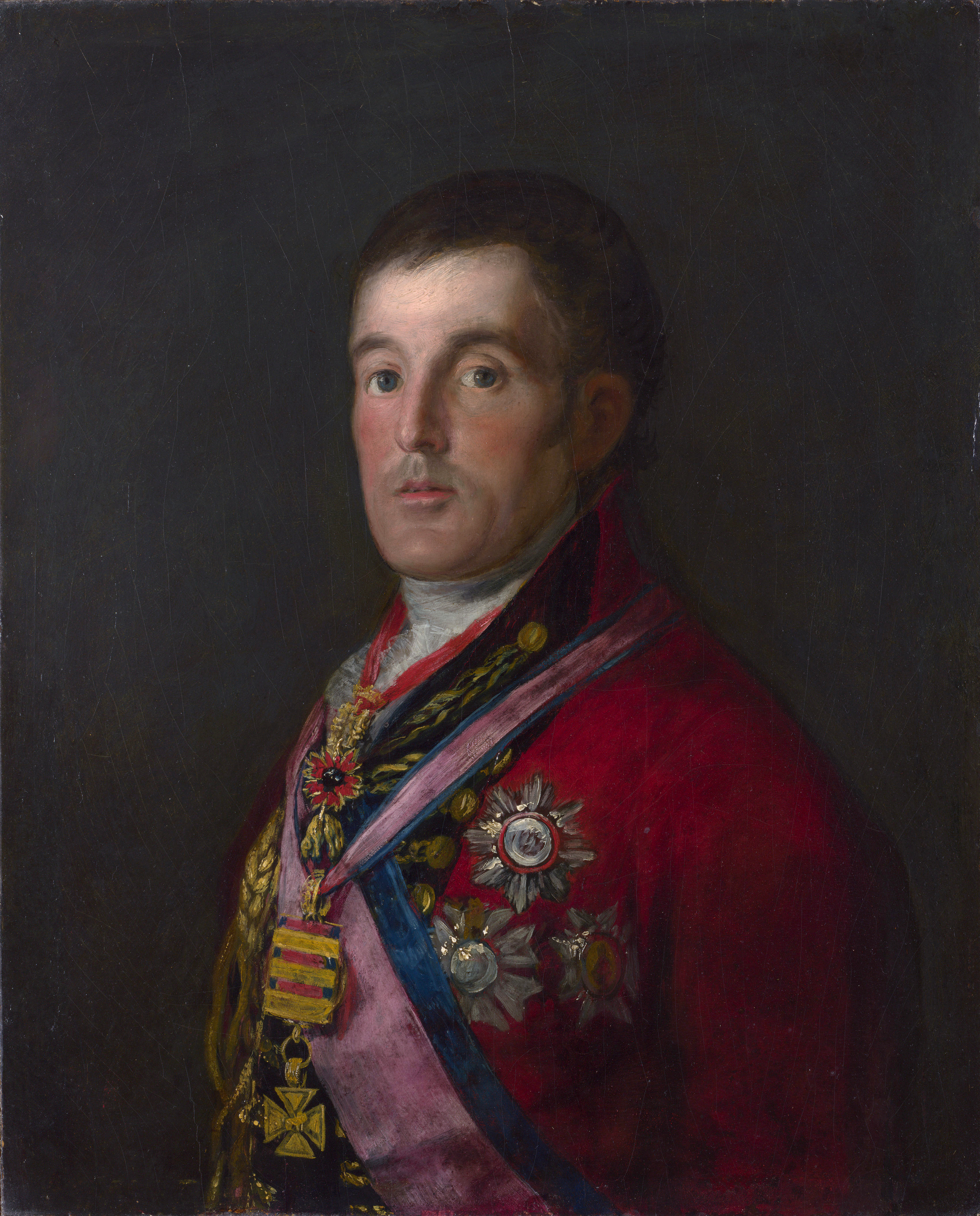
阿瑟·韦尔斯利，弗朗西斯科·戈雅的画作

此时，莫蒂埃和韦尔斯利的骑兵已经在纳瓦尔莫拉尔附近发生了交火。8月3日，法国骑兵在里斯本俘获了一名西班牙信使，该信使携带韦尔斯利给威廉·厄克辛将军的信函，信中估计苏尔特的部队只有12,000人。苏尔特此时也意识到韦尔斯利正步入他的手中。对盟军来说幸运的是，西班牙游击队在阿维拉附近抓住了一名法军送信的士兵，并于3日将他携带的信件传递给了库斯塔。这是苏尔特给约瑟夫的一封信，通知国王他正在率领超过30,000名士兵前进。库斯塔迅速将消息传递给韦尔斯利。

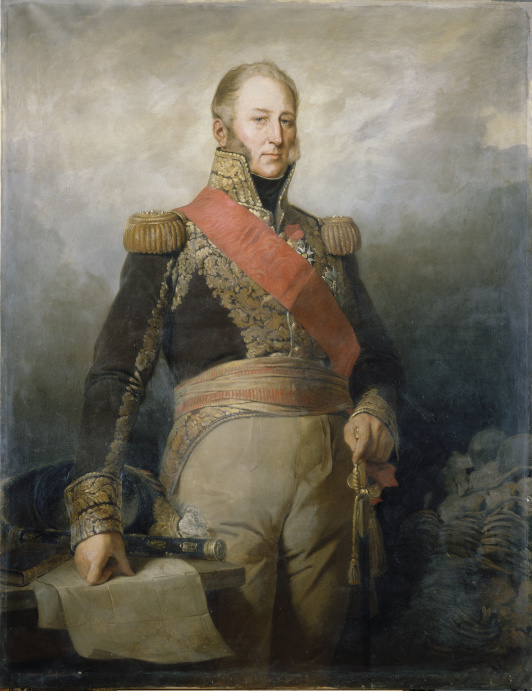
爱德华·莫蒂埃元帅

意识到迫在眉睫的危险，英国指挥官立即下令撤退到阿索维斯波桥对面。就他而言，库斯塔需要立即率领他的军队从塔拉韦拉撤退到奥罗佩萨，因此英国的野战医院需要被放弃。由于只有大约40辆货车和手推车可用，1,500名重伤员被抛下。其余的人被告知需要靠自己的能力逃跑。最终，有2,000人步履蹒跚地进入英国防线。另外500人要么在途中死亡，要么被法国人俘虏。被法军俘虏的人得到了很好的照顾。库斯塔本可以在塔拉韦拉越过塔霍河并撤退到南岸。然而，那一侧的道路需要穿过瓜达卢佩山脉，道路非常糟糕，所以西班牙军队不得不放弃它的大炮和辎重车。相反，库斯塔冒着向北岸进军，众所周知，法军就在北岸。
到8月4日晚上，韦尔斯利的军队在塔霍河南岸的阿索维斯波。但库斯塔固执地拒绝撤退。当莫蒂埃的先锋队出现在他面前时，西班牙将军猛烈反击并将法军赶走。莫蒂埃认为自己面对的是库斯塔和韦尔斯利的大部队，因此变得谨慎起来，并向苏尔特寻求帮助。在5日的一整天里，库斯塔愚蠢地提出要保卫他背后的阿索维斯波桥，但莫蒂埃却选择不发起进攻。到8月6日，当苏尔特和莫蒂埃都集结准备战斗时，法军发现他们的猎物已经撤离了塔霍河。事实上，这是法国人对西班牙军队造成巨大破坏的唯一机会。正如历史学家查尔斯·阿曼所写，“苏尔特最好的机会在他意识到之前就已经消失了。”
韦尔斯利担心葡萄牙的补给线，命令克劳福德带着他自己的旅和鲁法内·唐金将军的旅向西进军，以掩护阿尔马拉斯。8月6日，此时英军部队已经行进了15个小时，期间只吃了一顿没有盐或肉的煮熟的小麦和干豌豆。一位参与者后来回忆说，这是他在整个战争中最糟糕的一次行军。克劳福德率领4,000名英国士兵抵达阿尔马拉兹，并在德尔雷诺的带领下加入了1,500名西班牙人。第二天，内伊的法国军队抵达了北岸。德尔雷诺从巴尼奥斯港撤退后，在阿尔马拉兹越过塔霍河南岸，并于2日拆除了浮桥。在艰难的道路上行军之后，韦尔斯利军队的两个师于8月7日到达了德莱托萨。那天，库斯塔纵队的负责人正在接近梅萨斯德伊博尔，那里有一个非常强大的防御阵地。其余的西班牙军队在山上缓慢地挣扎。为了掩护这场运动，巴塞库尔和阿尔伯克基中将的西班牙师在阿索维斯波桥上组成了后卫。与此同时，维克多第一军团于6日占领了塔拉韦拉，但仍位于战区以东。

## 战斗

### 部署

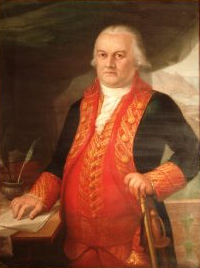
格雷戈里奥·德·拉·奎斯塔

西班牙大部队完好无损地离开了阿索维斯波桥，但他们设置了路障来保卫它，并指派一些步兵守住中世纪时期的旧塔。阿尔伯克基公爵总共指挥了5,000名步兵和他自己的3,000名骑兵。在阿索维斯波桥的附近有一个浅滩，但由于它非常狭窄所以难以定位，库斯塔希望他的后卫能够阻止苏尔特的进军。事实上，苏尔特在8月7日一整天都在观察西班牙的强大阵地，并派出侦查兵寻找其他渡河点。
阿索维斯波镇位于塔霍河的北岸。阿苏坦村位于南岸，渡口位于村庄和桥梁之间。佩德罗索村在桥的南边。白天，西班牙骑兵漫不经心地到河边让他们的马喝水，无意间揭示了浅滩的可能位置。当晚，法国军官进行了细致的搜索，发现了隐藏的浅滩。他们发现浅滩在北岸下方只有一小段很深，其余部分很浅。在被告知跨渡口进攻是可行的后，苏尔特决定第二天进攻。
苏尔特还命令内伊跨过塔霍河在阿尔马拉兹发动进攻，并发送了该地点附近的浅滩地图。然而，地图是错误的。内伊派了一队龙骑兵去寻找它，但这些士兵从未找到浅摊的位置。

### 袭击

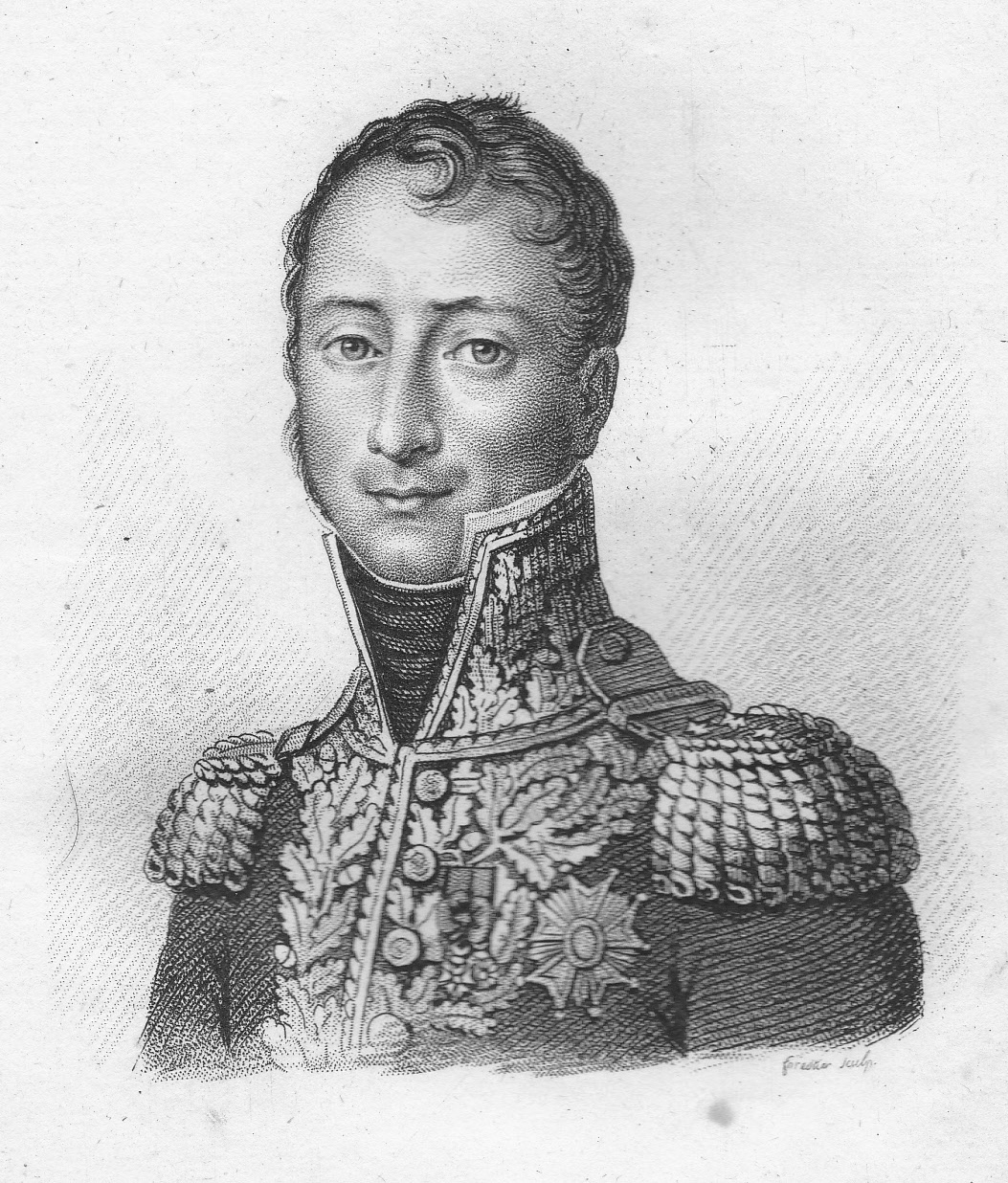
奥古斯特·考兰古

阿尔伯克基公爵在河岸部署了一个骑兵团，但只有两三个营守住了阿索维斯波桥和它后面的炮兵堡垒。其余的步兵和骑兵都在河边。苏尔特巧妙地计划他的袭击发生在西班牙部队休息期间。一个龙骑兵师将带头进攻，随后是一个步兵旅、第二军团的骑兵和第五军团的骑兵。4,000名士兵由吉拉德的步兵师尾随，其中一个旅将跟随骑兵，如果骑兵攻击成功，一个旅将冲向桥梁。加赞的师奉命支援吉拉德，而第二军步兵则在后备队等待。攻击一开始，轻型炮兵连就被指示在河岸部署，并用火力压制敌人的火炮。

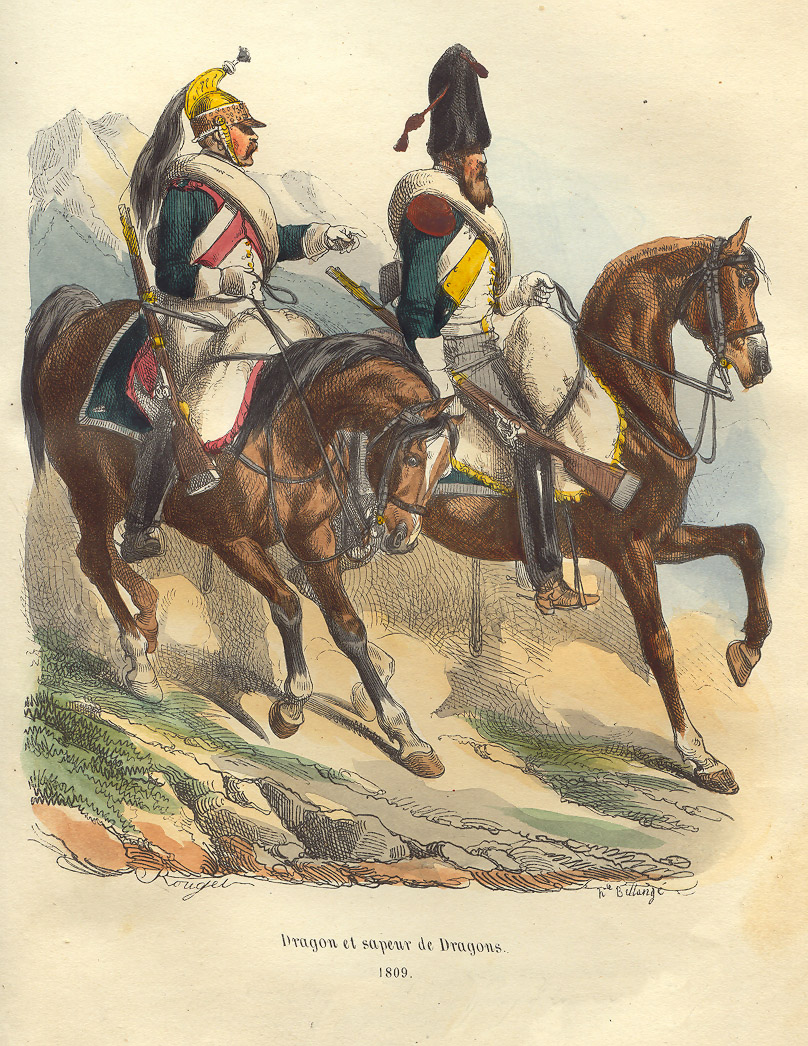
1809年的法国龙骑兵

1809年8月8日下午1时30分左右，奥古斯特·考兰古将军的600名龙骑兵冲出掩护，小跑到河岸开始渡河。法军迅速进入浅滩，很快就到达了南岸。西班牙一个骑兵和一个步兵营试图对抗法国骑兵，但考兰古的士兵向西班牙骠骑兵发起进攻并很快击溃了他们。胜利的法国骑兵重新集结并冲向西班牙步兵。随着敌人疾驰而来，西班牙步兵试图形成方阵，但法军龙骑兵迅速突破了未组建完成的方阵。随着方阵的破裂，许多西班牙步兵被砍倒或投降。
当考兰古的龙骑兵消灭了他们的对手时，大批法国骑兵从他们身后的浅滩上涌了过来。在第40先烈步兵团第1营的带领下，法军开始攻击桥梁。他们得到了火炮和散兵火力的帮助。眼看着法国骑兵很快就会将他们切断，西班牙步兵在没有瞄准的情况下向他们的攻击者开枪，然后开始逃跑。堡垒及其所有火炮都被法军缴获。吉拉德的两个旅都到达了南岸，只损失了几个在渡口失去立足点并淹死的人。
阿尔伯克基公爵开始疯狂地召集他的师来抵抗突如其来的袭击。四个步兵营在桥以南约一英里处的公路上排成一列，而骑兵则急忙为他们的马备上鞍。他的士兵一准备好，阿尔伯克基就命令他们进攻，而不是等待他们组成适当的阵列。结果，2,500名西班牙骑兵成群结队地冲进了法军龙骑兵。但法军骑兵大部队已经过河，很快加入了混战。在很短的时间内，阿尔伯克基的骑兵就被击败了。
阿尔伯克基勇敢地试图用他最后一个完整的单位——第二骠骑兵团扭转局面，但这种努力失败了，西班牙骑兵开始四散奔逃。看到他们的骑兵被击溃后，西班牙步兵的士气崩溃了。西班牙人随即开始撤退。

## 结果

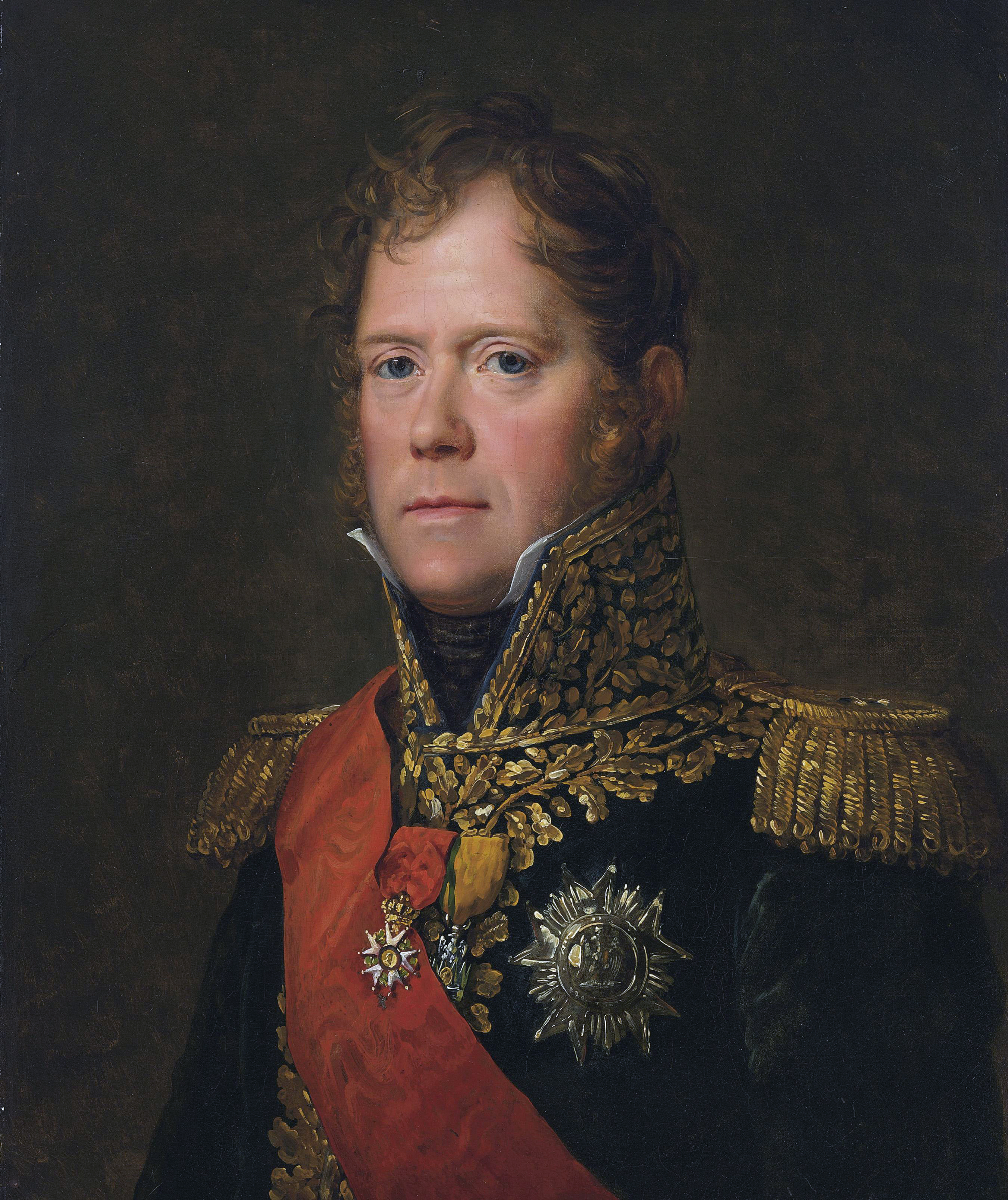
米歇尔·内伊元帅

西班牙军队于此役中伤亡800人，另有600名士兵被俘。法军还带走了400匹马、16门大炮和一面战旗。法国承认有28人阵亡，83名骑兵受伤，4名炮兵受伤，还有一些步兵溺水身亡。在追击过程中，苏尔特的骑兵在塔拉韦拉遇到了一个辎重队，车队里有从法国人手中缴获的火炮。有14或15门火炮被追回。这笔意外之财使塞巴斯蒂亚尼和让·弗朗索瓦·勒瓦尔师的将军能够虚假地声称他们在塔拉韦拉没有丢失火炮。
苏尔特认为追击敌人进入山区毫无意义，于是停止了进攻。他希望重组他的军队以对葡萄牙进行大规模入侵。约瑟夫命令内伊的第六军团返回北方帮助凯勒曼，并将苏尔特剩余的两个军置于普拉森西亚和塔拉韦拉的防御阵地。下一场战役是1809年8月11日的阿蒙纳西德战役。
这些事件结束了塔拉韦拉战役。韦尔斯利因在战斗中获得胜利而被封为威灵顿子爵。但随着他的部队开始缺少补给，韦尔斯利将他的军队撤回到巴达霍斯附近，在那里他能够获得足够的补给。威灵顿学到了关于补给重要性的教训。在战后，韦尔斯利对库斯塔的古怪行为和西班牙军队的无能感到厌恶，并发誓在西班牙将军和军队变得更加可靠之前不与西班牙军队合作。他向英国政府辩称，他可以在葡萄牙对抗一支70,000至80,000人的法国军队。为此，韦尔斯利下令修建托雷斯韦德拉斯防线，以保护里斯本。

## 引注
1. 1 2 3 4 5 6  Bodart 1908，第411頁.
2. ↑  Oman 1902b，第555-556頁.
3. ↑  Oman 1902b，第560頁.
4. ↑  Gates 2002，第185頁.
5. ↑  Gates 2002，第177頁.
6. ↑  Oman 1902b，第574–575頁.
7. ↑  Oman 1902b，第567–569頁.
8. ↑  Oman 1902b，第570-572頁.
9. 1 2  Glover 2001，第113頁.
10. ↑  Oman 1902b，第573頁.
11. ↑  Oman 1902b，第577-578頁.
12. ↑  Gates 2002，第186頁.
13. ↑  Oman 1902b，第581頁.
14. ↑  Oman 1902b，第579頁.
15. ↑  Oman 1902b，第583-584頁.
16. ↑  Oman 1902b，第594-595頁.
17. 1 2  Oman 1902b，第586-587頁.
18. ↑  Oman 1902b，第576,582頁.
19. ↑  Oman 1902b，第587-588頁.
20. ↑  Oman 1902b，第584-586頁.
21. ↑  Oman 1902b，第598頁.
22. 1 2  Oman 1902b，第585-586頁.
23. ↑  Oman 1902b，第594頁.
24. 1 2  Oman 1902b，第589頁.
25. 1 2 3  Oman 1902b，第590頁.
26. 1 2  Oman 1902b，第591頁.
27. ↑  Oman 1902b，第591-592頁.
28. ↑  Smith 1998，第329-330頁.
29. ↑  Gates 2002，第187-188頁.
30. ↑  Gates 2002，第191-193頁.